# Grimmia cratericola
Grimmia cratericola là một loài Rêu trong họ Grimmiaceae. Loài này được Sakurai & Takaki mô tả khoa học đầu tiên năm 1951.